# Djävulssopp
Djävulssopp (Rubroboletus satanas) är en svampart i familjen Boletaceae. Den har även kallats för vargsopp, ett namn som dock använts även på närbesläktade arter. 

## Förekomst
Den är ej ovanlig i Syd- och Mellaneuropa där den bildar ektomykorrhiza med ekar, bokar, lindar och andra lövräd på kalkrik mark. I Sverige har den tidigare med säkerhet endast påträffats på Öland och Gotland, men 2018 rapporterade media om ett fynd vid Uppsala i Uppland. I övriga Norden är den funnen även i sydvästligaste Finland och Danmark.

## Kännetecken
Hatten är 10 till 25 cm bred och ljusgrå (ibland nästan vit eller ljusockra) ovan. Porerna är röda till rödorange, något ljusare mot hattkanten, och blånar vid beröring. Foten är klubbformig och gul, med tiden rodnande, med ett rött ådernät. Köttet är ljusgult hos unga fruktkroppar, men vitnar med åldern, och blånar i snitt. Den kan förväxlas med rosensopp (Rubroboletus rhodoxanthus), Rubroboletus rubrosanguineus och falsk djävulssopp Rubroboletus legaliae, men dessa har vanligen rosa till röda färgtoner i hatthuden.

## Giftighet
Svampen innehåller ett glykoprotein kallat "bolesatin" (LD50 3,3 mg/kg hos möss) vilket framkallar kraftig gastroenterit med svåra magkramper och kräkningar. I äldre svampböcker har den betecknats som dödligt giftig, så även ibland i nyare. Bolesatin denatureras av upphettning, vilket gör att rå eller dåligt tillagad djävulssopp leder till allvarligare förgiftningar. Bolesatin hämmar proteinsyntes och verkar som cellgift, vilket kan komma till användning inom cancerbehandling.